# Верхня Курмаза
Верхня Курмаза́ (рос. Верхняя Курмаза, башк. Үрге Көрмәҙе) — село у складі Біжбуляцького району Башкортостану, Росія. Входить до складу Біжбуляцької сільської ради.
Населення — 53 особи (2010; 71 в 2002).
Національний склад:
- мордва — 55 %